# Strepsinoma
Strepsinoma is een geslacht van vlinders van de familie van de grasmotten (Crambidae), uit de onderfamilie van de Acentropinae. De wetenschappelijke naam en de beschrijving van dit geslacht zijn voor het eerst gepubliceerd in 1897 door Edward Meyrick.

## Soorten
- Strepsinoma albimaculalis Rothschild, 1915
- Strepsinoma albiplagialis Rothschild, 1915
- Strepsinoma amaura Meyrick, 1897
- Strepsinoma aulacodoidalis Rothschild, 1915
- Strepsinoma croesusalis (Walker, 1859)
- Strepsinoma ectopalis Hampson, 1897
- Strepsinoma foveata Turner, 1937
- Strepsinoma sphenactis Meyrick, 1897
- Strepsinoma tetralitha (Hampson, 1917)